# Cottiusculus gonez
Cottiusculus gonez är en fiskart som beskrevs av Jordan och Starks, 1904. Cottiusculus gonez ingår i släktet Cottiusculus och familjen simpor. Inga underarter finns listade i Catalogue of Life.